# Рододендрон колокольчатый
Рододе́ндрон колоко́льчатый (лат. Rhododéndron campanulátum) — вечнозелёный кустарник, вид подсекции Campanulata, секции Ponticum, подрода Hymenanthes, рода Рододендрон (Rhododendron), семейства Вересковые (Ericaceae).
Китайское название: 钟花杜鹃 чжун хуа ду цзюань.
Используется в качестве декоративного садового растения.

## Распространение и экология

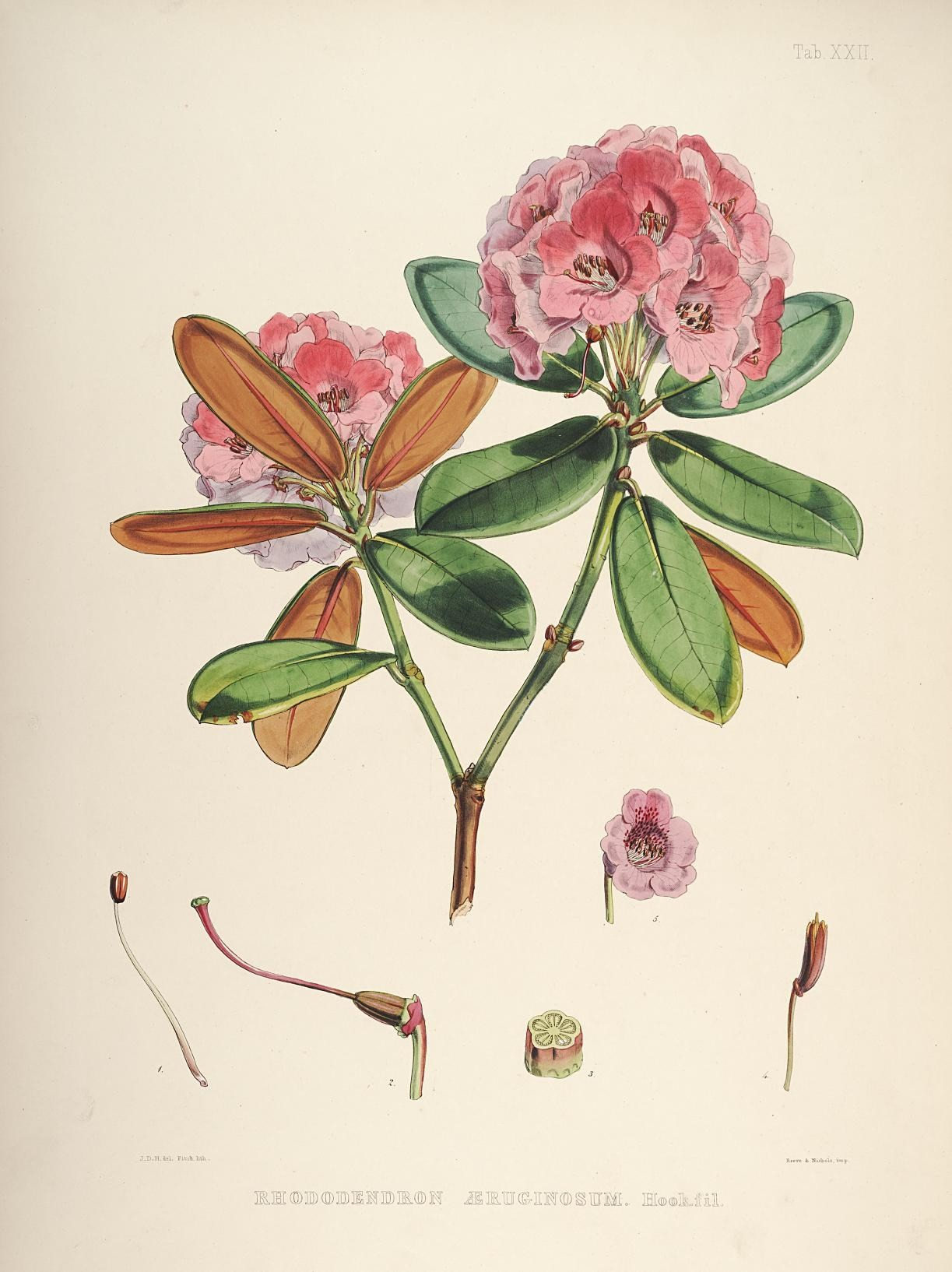
Rh. campanulatum
Ботаническая иллюстрация, 1851 г.

Гималаи. Леса, кустарниковые заросли, склоны на высотах от 3100 до 4300 метров над уровнем моря.

## Ботаническое описание

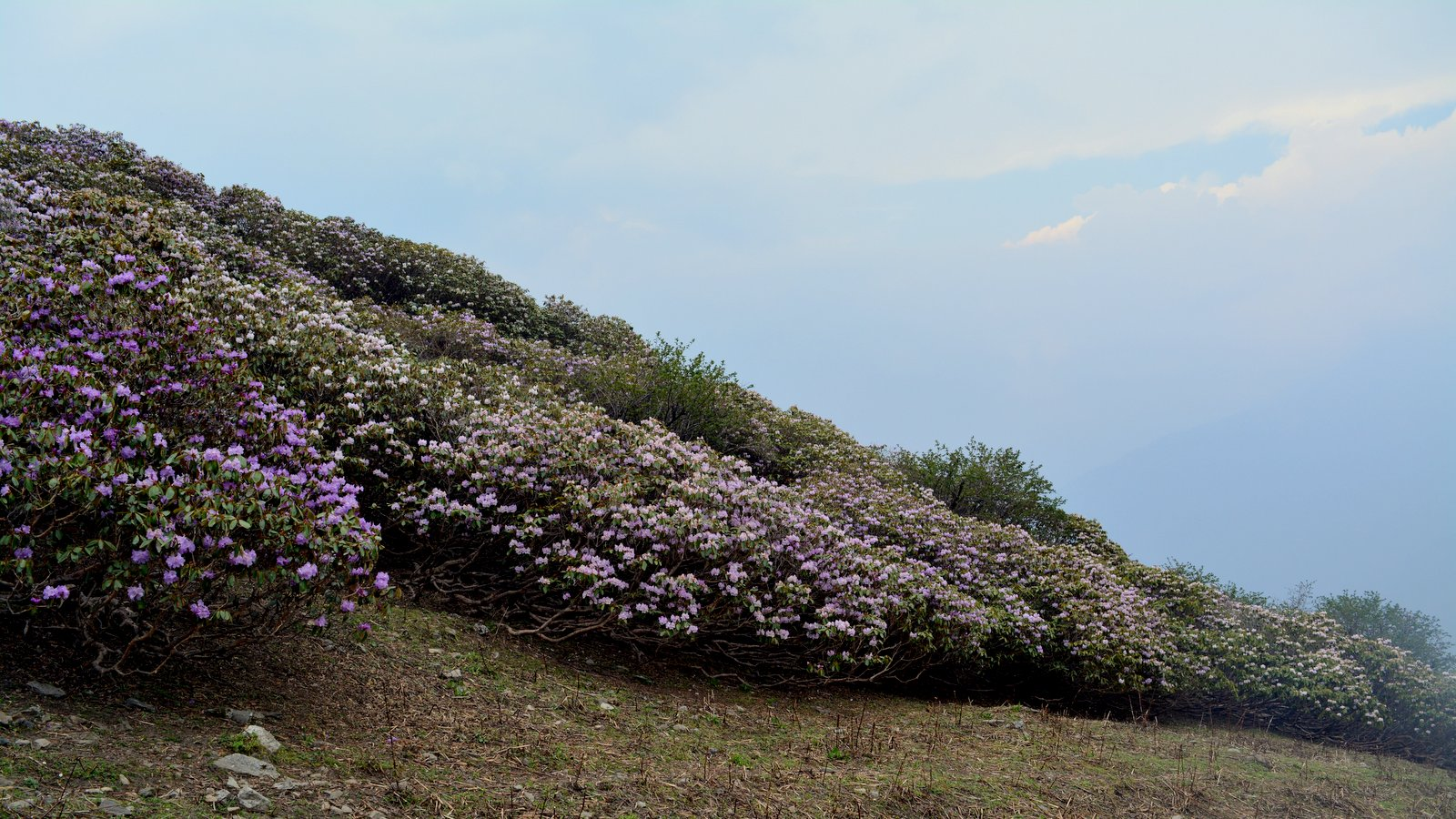
Rh. campanulatum в биосферном заповеднике Nanda Devi

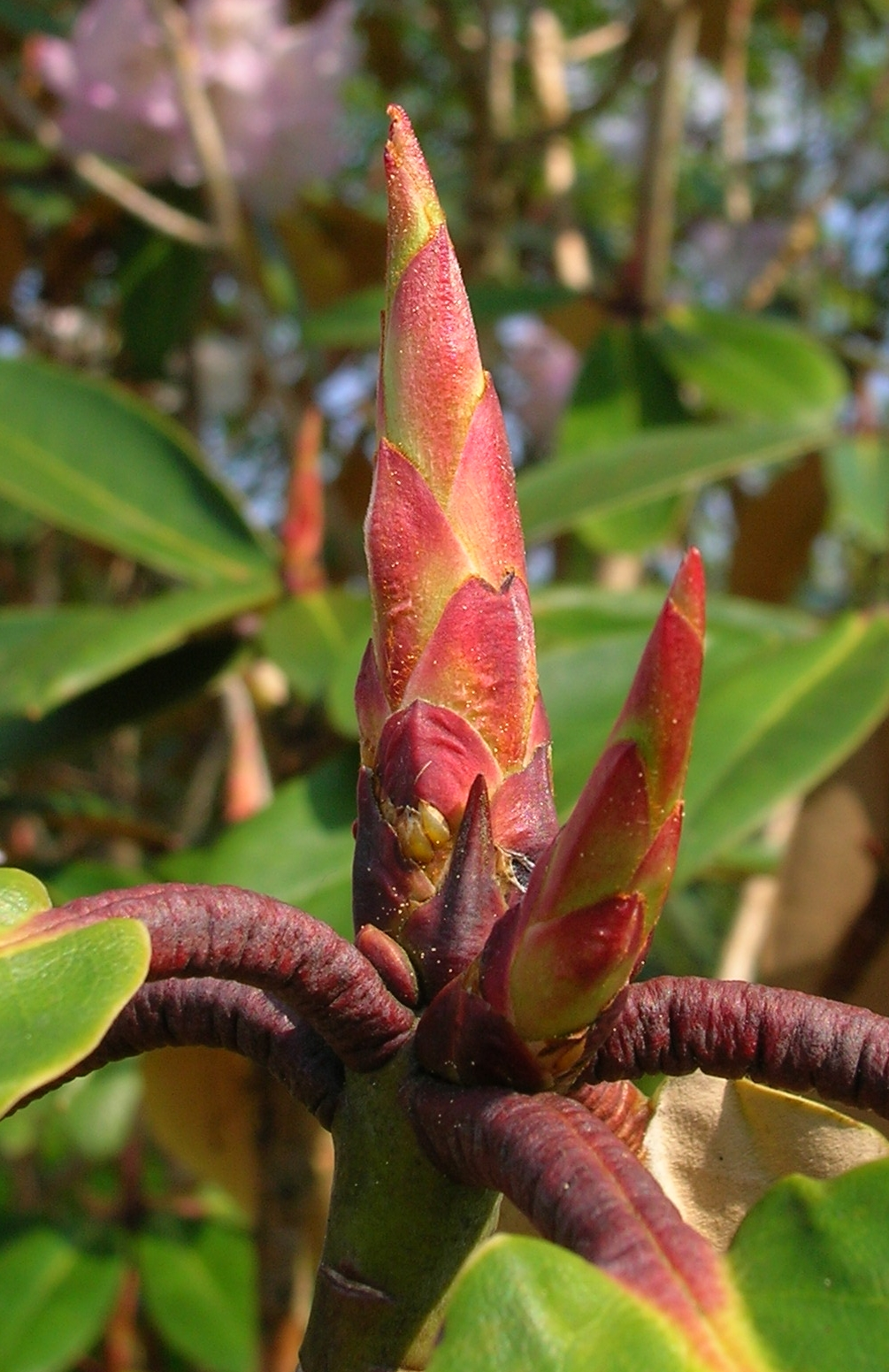

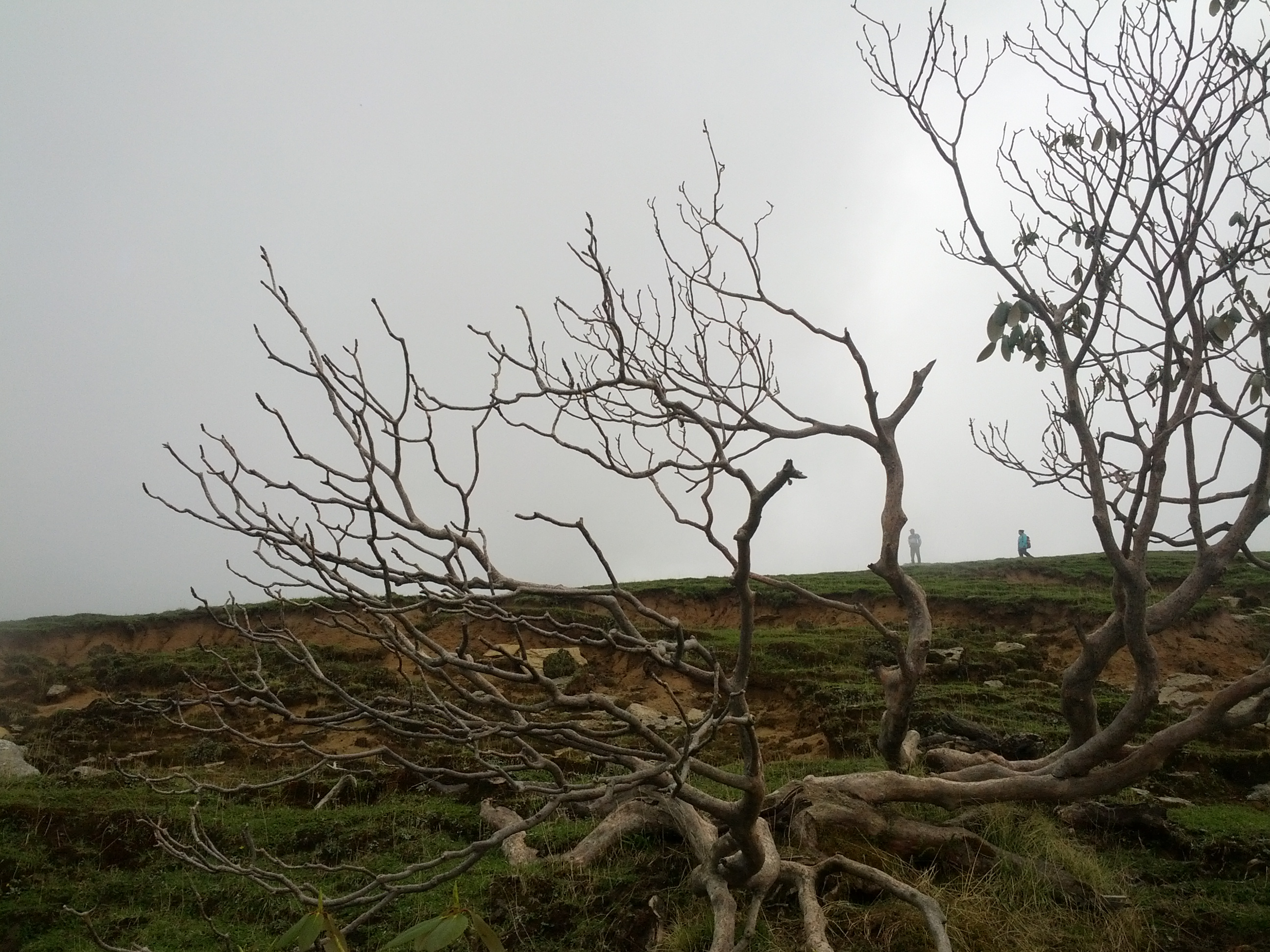

Кустарник высотой 1—4,5 метра, молодые побеги около 5 мм в диаметре.
Черешки листьев 15—20 мм, первоначально опушенные, позже голые; листовые пластинки кожистые, широко от эллиптических до продолговато-эллиптических, 5—15 × 3—6 см; сверху тёмно-зелёные, блестящие (молодые тусклые), голые, с 14—16 парами жилок, снизу ржаво- или буро-войлочные.
Соцветия кистевидное-зонтичные, рыхлые, 8—12-цветковые. Цветоножки 1,5—3,5 см, голые. Чашечка 1—2 мм, голая. Венчик с 5 долями, широко колокольчатый, от белого до бледно-розового или сиреневого до фиолетового цвета, с малозаметными крапинками, 3,5—4 см; тычинок 10, они разной длины, нити опушённые у основания. Завязь 6—7-гнездовая, голая. Столбик голый.
Цветение в мае-июне. Семена созревают в июле-сентябре.
2 подвида:
- Rh. campanulatum subsp. campanulatum (Batalin) H. Hara — листовые пластинки 7—15 см; адаксиальная поверхность на молодых листьях без металлического блеска; венчик беловатый, бледно-розового или сиреневого цвета.
- Rh. campanulatum subsp. aeruginosum (J. D. Hooker) D. F. Chamberlain, 1979 — листовая пластинка 5—9 см; адаксиальная поверхность молодых листьев с металлическим блеском; венчик лиловый или фиолетовый[3].

## В культуре
Вариабельный вид. Молодые растения цветут слабо. В культуре известен с 1825 года.
В Латвии интродуцирован в 1956 году. Ежегодно цветет и плодоносит. Культивируется редко (в основном в Риге). В суровые зимы отмерзает до поверхности снежного покрова..
Выдерживает понижения температуры до −21 °С, −24 °С.